# Касадага (Њујорк)
Касадага (енгл. Cassadaga) град је у америчкој савезној држави Њујорк.

## Демографија
По попису из 2010. године број становника је 634, што је 42 (-6,2%) становника мање него 2000. године.
| Група             | 2000.       | 2010.       |
| Белци             | 651 (96,3%) | 618 (97,5%) |
| Афроамериканци    | 0 (0,0%)    | 1 (0,2%)    |
| Азијати           | 3 (0,4%)    | 2 (0,3%)    |
| Хиспаноамериканци | 18 (2,7%)   | 5 (0,8%)    |
| Укупно            | 676         | 634         |